# Chiesa di San Giovanni (Macerata)
La cattedrale di San Giovanni è una chiesa barocca dell'inizio del XVII secolo, situata in piazza Vittorio Veneto a Macerata.

## Storia e descrizione
La chiesa fu progettata dall'architetto e canonico Rosato Rosati, seguendo lo stesso schema da lui ideato in precedenza per la chiesa di San Carlo ai Catinari, a Roma  e secondo il consueto schema delle chiese dell'Ordine dei Gesuiti: un'unica navata molto ampia, con profonde cappelle laterali, un'imponente cupola con un tiburio molto alto e un campanile. Fu completata nel 1625 quando Rosati era già morto.
Nel 1676 iniziarono i lavori di costruzione della cupola, ma nel 1680 furono interrotti per il crollo della volta dell'Oratorio posto sopra la sacrestia e ripresero, con un diverso disegno, nel 1764. La cupola venne completata nel 1769 sotto la visione di padre Casarini. Il costo fu di  7480 scudi romani. Non è noto il nome di chi sostituì il progetto originale di Rosati.
Dopo il terremoto del 2016, la chiesa è stata riaperta il 17 dicembre 2022 e consacrata il 18 dicembre 2022. A causa dell'inagibilità del duomo di Macerata, la chiesa è divenuta cattedrale provvisoria della città. Poi, dal 6 febbraio 2023, con decreto di papa Francesco, la chiesa diviene a tutti gli effetti cattedrale della diocesi di Macerata.
La facciata, divisa in tre corpi, è realizzata in laterizio e marmo travertino lavorato. Il corpo inferiore è decorato con lesene doriche, seguite da un fregio classico, e sopra di esso un secondo piano con lesene ioniche e sormontato da un semplice frontone classico.
L'interno è decorato con marmi policromi e ornamenti che creano spazi illusori, caratteristici dell'arte barocca. Nella prima cappella si trova un dipinto di Francesco Boniforti (1594-1671), l'unico conservato a Macerata di questo artista locale. Nella seconda cappella destra sono due tele con la Gloria di Santa Teresa d'Avila e la Prima Comunione di San Luigi attribuibili a Lazzaro Baldi.
All'incrocio della navata con il transetto si alza la cupola, decorata nel 1777 con stucchi da Bernardino Consalvi. Nel presbiterio i dipinti del catino absidale e della cupola sono di Pier Simone Fanelli di Ancona. Il grande dossale per l`altare maggiore fu disegnato nel 1771 da Cosimo Morelli, e fu realizzato entro il 1776  da Benedetto e Antonio Rodoloni, marmorari di Fossombrone. 
La terza cappella sinistra è quella eretta tra 1625 e 1628 da Flaminio Razzanti, tesoriere generale della Marca, come è indicato nell'iscrizione nell'architrave dei portali laterali interni sormontati dallo stemma familiare marmoreo. L'altare, corredato da un prezioso paliotto, ospita la tela con il Transito della Vergine dipinta da Giovanni Lanfranco. Alle pareti laterali sono due interessanti tele, con l'Immacolata Concezione a destra e la Nascita della Vergine a sinistra, testimonianze di cultura toscana nelle Marche. Gli autori dei dipinti, non riconosciuti, mostrano riferimenti soprattutto alle opere Cigoli tanto da far pensare ad un suo allievo o a un suo stretto collaboratore. La decorazione ad affresco fu eseguita invece da Giovan Battista Foschi che dipinse la cupola, molto rovinata, figure di Profeti nei pennacchi e Virtù nell'intradosso.
Al secondo altare sinistro è invece una Crocifissione dipinta come sfondo di un Crocifisso ligneo forse quattrocentesco, eseguita intorno al 1520 da Francesco Fantone da Norcia.
In chiesa è anche un organo costruito nel 1792 da Gaetano Callido e successivamente trasferito nella sede attuale.

## Galleria d'immagini

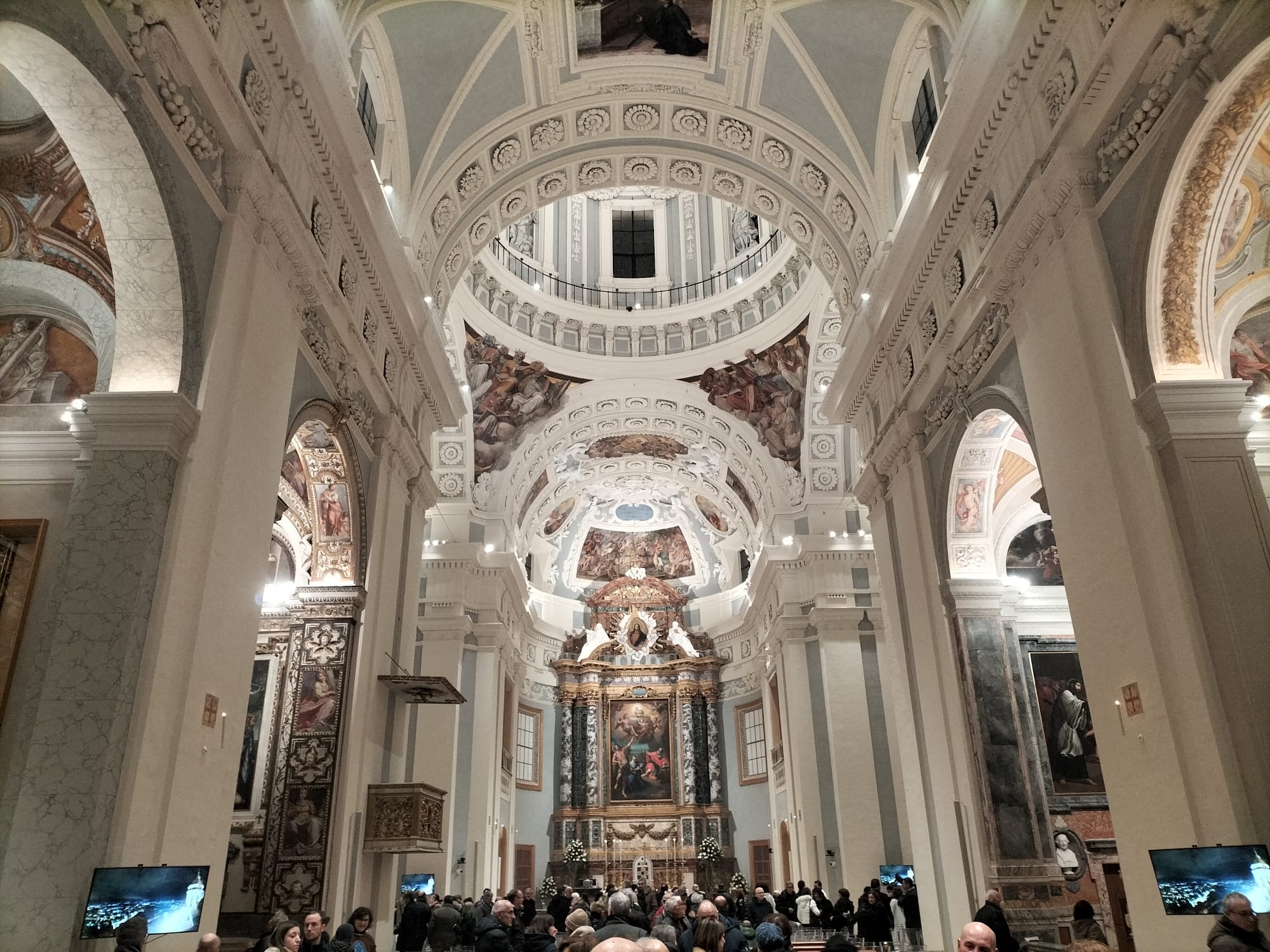
Interno della cattedrale.
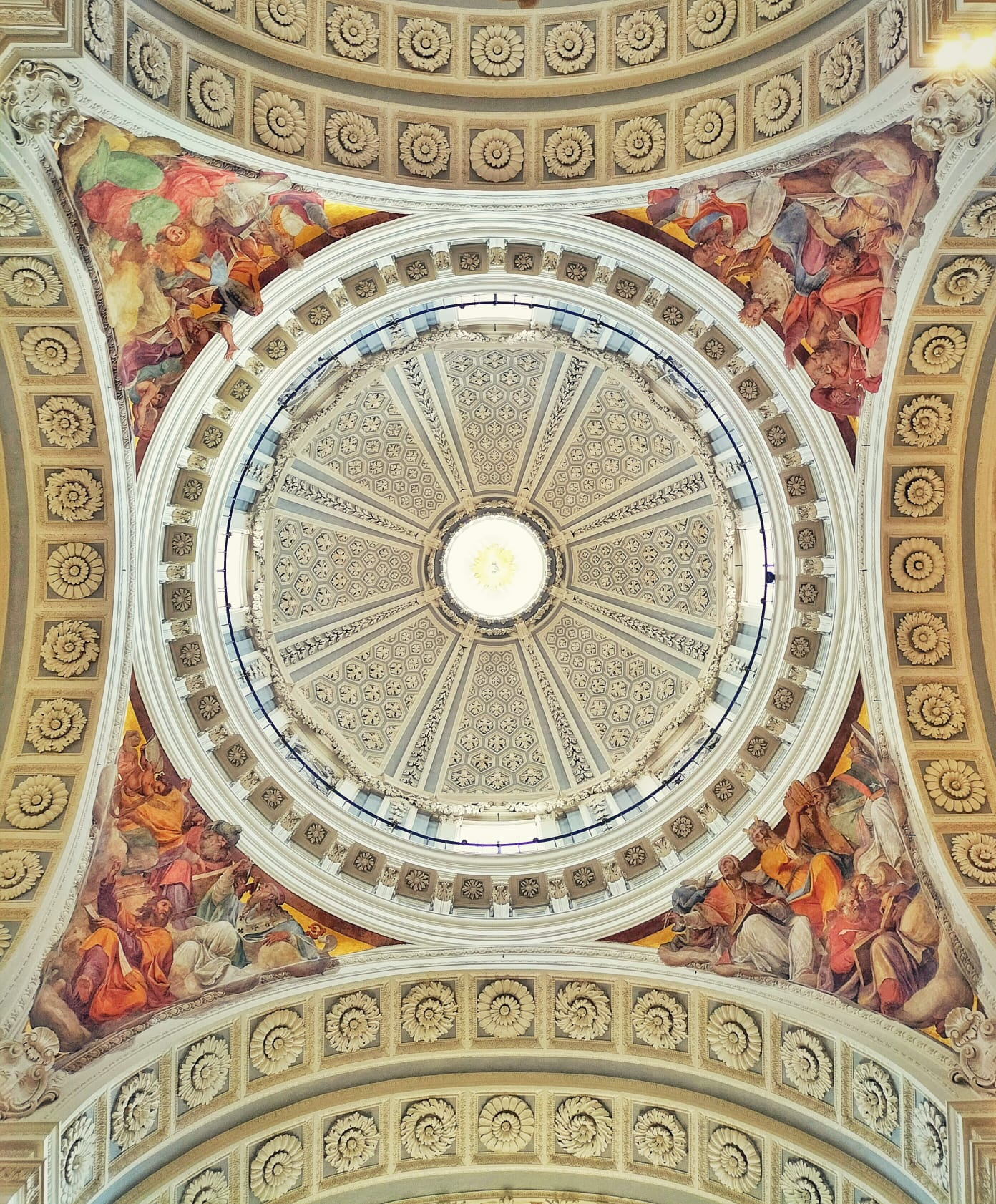
Dettaglio della cupola.
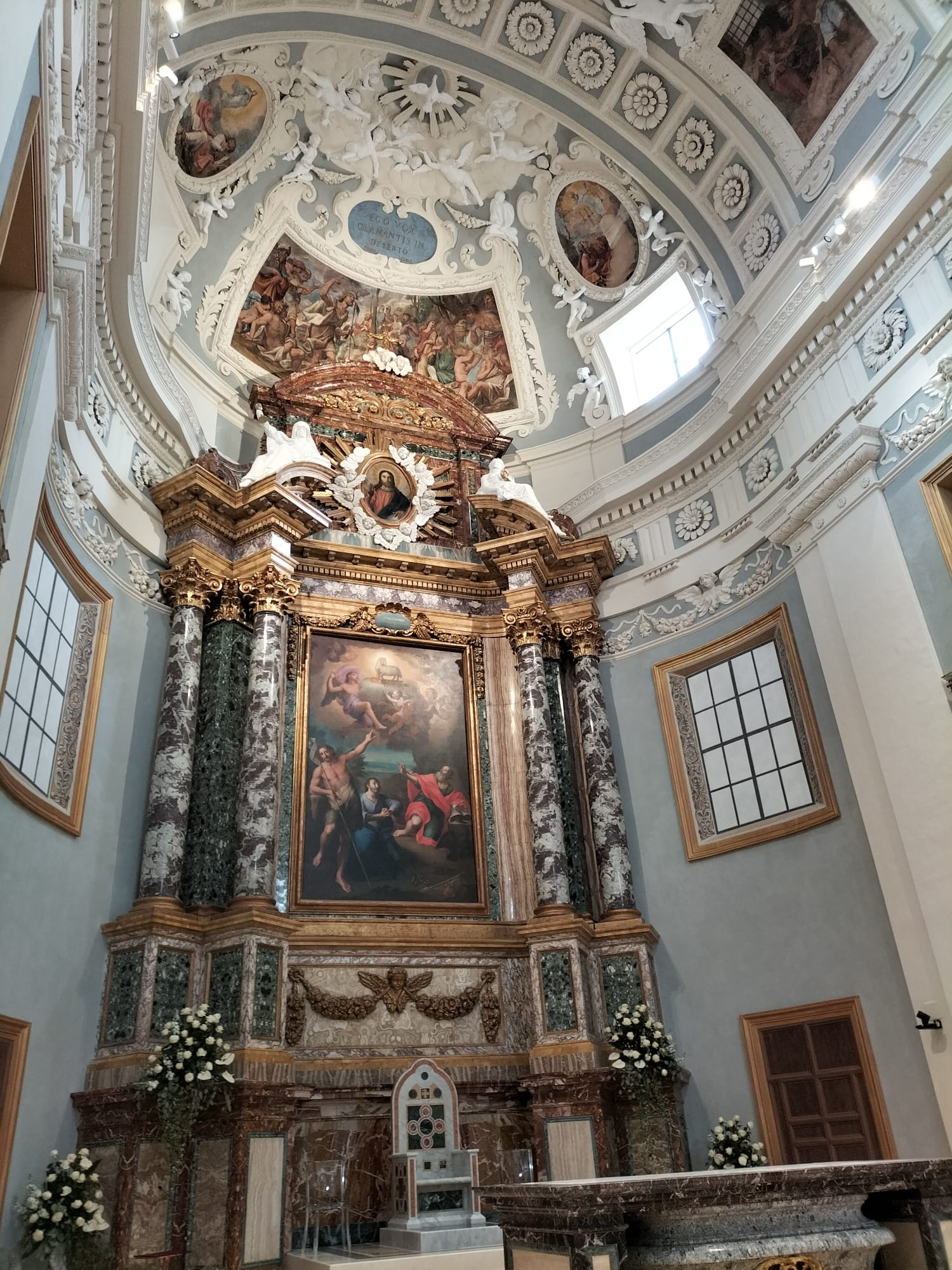
Altare
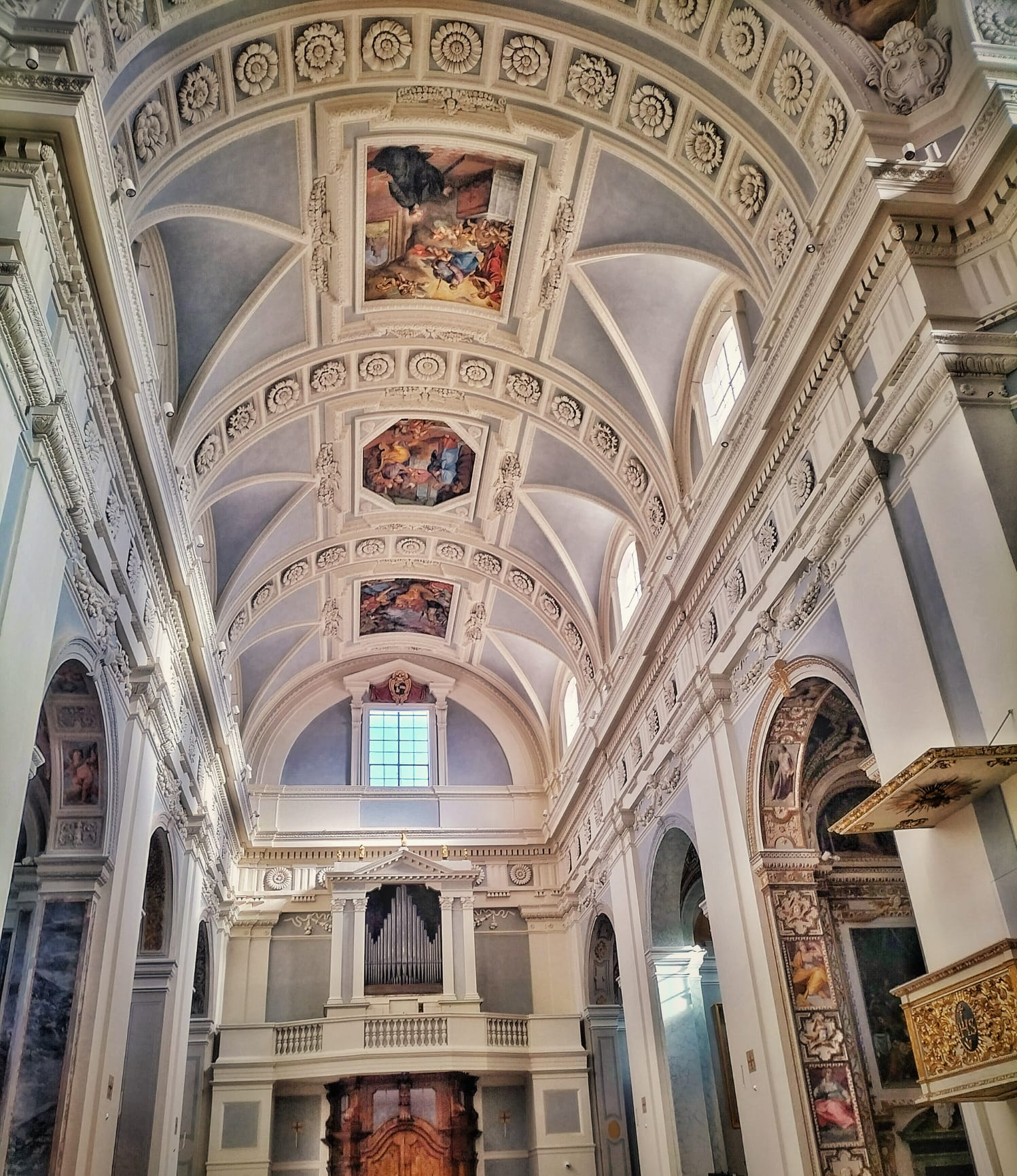
Interni
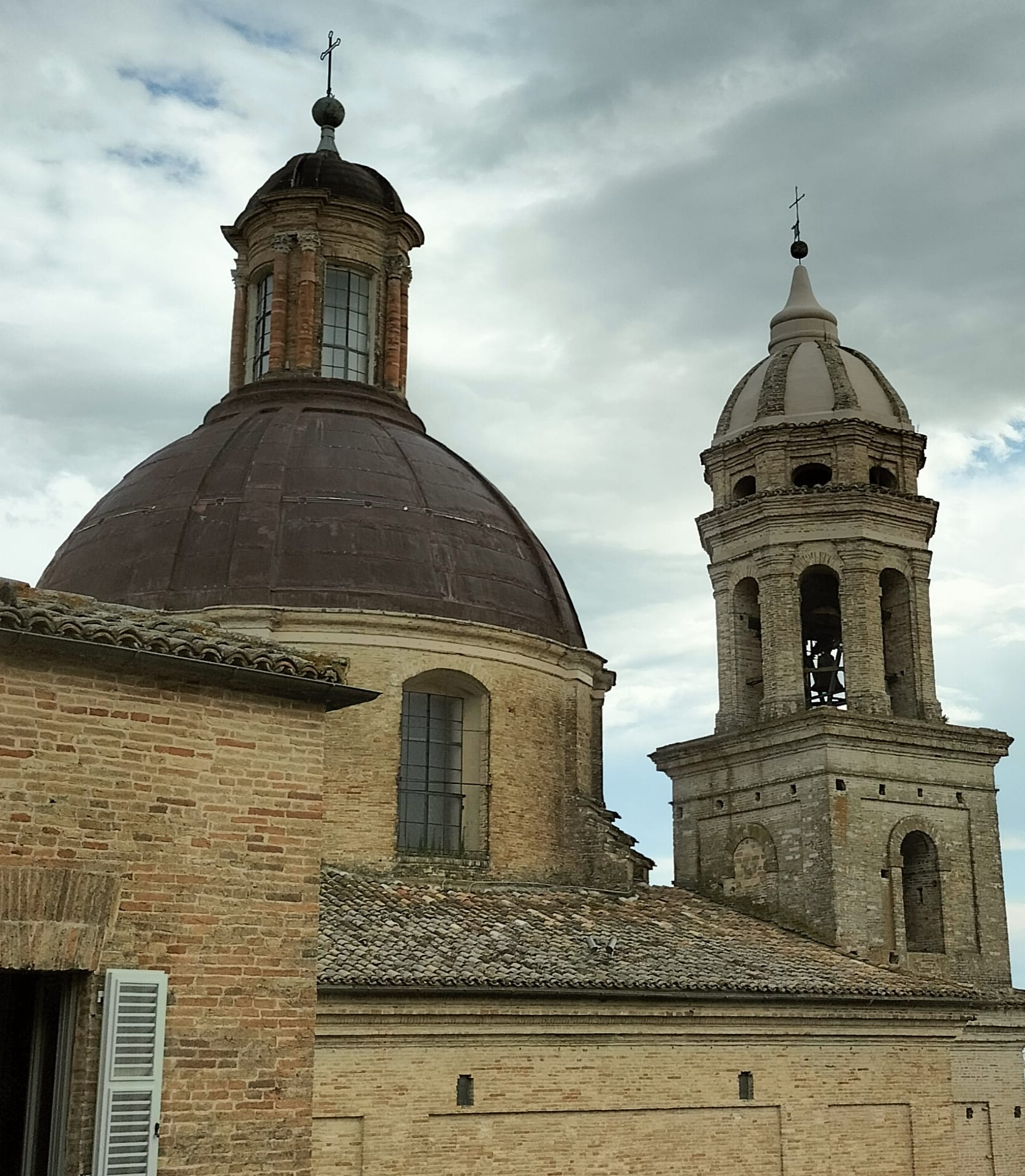
Esterno della cupola e campanile.